# Associazione Calcio Cesena 2009-2010
Questa voce raccoglie le informazioni riguardanti l'Associazione Calcio Cesena nelle competizioni ufficiali della stagione 2009-2010.

## Stagione
Per il campionato cadetto 2009-2010 viene confermato in panchina Pierpaolo Bisoli e nominato direttore sportivo Antonio Recchi .Vengono acquistati giocatori come il portiere Francesco Antonioli, e Do Prado e Cristian Bucchi, quest'ultimo però non potrà giocare le prime partite a causa di un infortunio muscolare. Nello stesso tempo vengono ceduti alcuni artefici del ritorno in Serie B come Simone Motta, capocannoniere nel campionato 2008-2009, e Marco Veronese, entrambi dopo un solo anno di contratto con la squadra romagnola.
Il Cesena parte bene e, dopo tre giornate, è al quinto posto in classifica. Dopo otto giornate la squadra ha ottenuto 15 punti e il momentaneo secondo posto in classifica, dietro alla capolista Frosinone. Con il passare delle giornate arriva un breve calo, ed alla ventiduesima giornata ritorna secondo a 38 punti (con una partita in più rispetto ad Ancona e Sassuolo rispettivamente a 37 e 38 punti). La prima parte del girone di ritorno però è avara di risultati: dopo la vittoria contro la Reggina alla prima giornata, arrivano 7 punti in 7 giornate con 2 soli gol all'attivo. Il ciclo negativo si conclude con la vittoria (3-1) contro il Vicenza il 20 marzo, inizio di un periodo con 13 punti in 6 giornate, con un'unica sconfitta (0-2) contro l'Ancona. A 7 giornate dal termine, i romagnoli sono di nuovo secondi.
Il finale è entusiasmante, con cinque vittorie infilate nella collana. Ad una giornata dal termine i bianconeri dopo aver battuto (2-1) il Modena grazie alle reti siglate da Do Prado e Malonga, si trovano in terza posizione alle spalle di Lecce e Brescia, ma con ancora la possibilità di promozione diretta, grazie ad incroci di risultati favorevoli. Il 30 maggio 2010, ultima di campionato, il Cesena viene promosso in Serie A, con decisiva la vittoria (0-1) al Garilli di Piacenza firmata da Parolo, (e alla contemporanea sconfitta del Brescia a Padova) che fa arrivare la squadra cesenate al secondo posto, promossa con il Lecce, ma con la miglior difesa (29 gol subiti) e la miglior differenza reti (+26), relegando le rondinelle a giocare e vincere i Play-off.
| N. |                                 | Ruolo | Calciatore                  |
| -- | ------------------------------- | ----- | --------------------------- |
| 1  | Italia (bandiera)               | P     | Francesco Antonioli         |
| 2  | Italia (bandiera)               | D     | Marco Vesi                  |
| 3  | Italia (bandiera)               | D     | Kadir Caidi                 |
| 4  | Italia (bandiera)               | C     | Luca Giunchi                |
| 5  | Italia (bandiera)               | D     | Maurizio Lauro              |
| 6  | Italia (bandiera)               | D     | Dario Biasi                 |
| 7  | Italia (bandiera)               | C     | Ezequiel Schelotto          |
| 8  | Italia (bandiera)               | A     | Cristian Bucchi             |
| 9  | Italia (bandiera)               | C     | Davide Sinigaglia           |
| 9  | Italia (bandiera)               | A     | Giuseppe Greco              |
| 10 | Brasile (bandiera)              | C     | Guilherme Raymundo do Prado |
| 11 | Argentina (bandiera)            | A     | Franco Chiavarini           |
| 13 | Italia (bandiera)               | P     | Michele Tardioli            |
| 14 | Italia (bandiera)               | D     | Massimo Volta               |
| 15 | Albania (bandiera)              | A     | Rivolino Gavoci             |
| 16 | Italia (bandiera)               | C     | Gianluca Segarelli          |
| 17 | Italia (bandiera)               | A     | Marco Tattini               |
| 18 | Italia (bandiera)               | C     | Marco Parolo                |
| 19 | Italia (bandiera)               | C     | Giuseppe De Feudis          |
| 20 | Italia (bandiera)               | C     | Luca Castiglia              |
| 20 | Paraguay (bandiera)             | C     | David Meza Colli            |
| 22 | Bosnia ed Erzegovina (bandiera) | A     | Milan Đurić                 |
| 23 | Italia (bandiera)               | A     | Emanuele Giaccherini        |
| 24 | Italia (bandiera)               | D     | Denis Tonucci               |
| 24 | Italia (bandiera)               | C     | Simone Tonelli              |

| N. |                            | Ruolo | Calciatore             |
| -- | -------------------------- | ----- | ---------------------- |
| 24 | Italia (bandiera)          | A     | Daniele Ferri          |
| 25 | Italia (bandiera)          | C     | Luca Righini           |
| 26 | Italia (bandiera)          | C     | Federico Maria Erba    |
| 27 | Slovacchia (bandiera)      | D     | Martin Petráš          |
| 28 | Francia (bandiera)         | A     | Dominique Malonga      |
| 29 | Italia (bandiera)          | D     | Fabio Cusaro           |
| 30 | Italia (bandiera)          | C     | Marco Bonura           |
| 31 | Italia (bandiera)          | D     | Luca Ricci             |
| 31 | Italia (bandiera)          | D     | Emanuele Fonte         |
| 32 | Italia (bandiera)          | C     | Daniele Pedrelli       |
| 33 | Italia (bandiera)          | D     | Ivan Franceschini      |
| 37 | Paraguay (bandiera)        | A     | César Meza Colli       |
| 44 | Italia (bandiera)          | C     | Luigi Piangerelli      |
| 45 | Italia (bandiera)          | C     | Gianluca Turchetta     |
| 55 | Italia (bandiera)          | C     | Giuseppe Colucci       |
| 56 | Italia (bandiera)          | D     | Alessio Petti          |
| 77 | Italia (bandiera)          | C     | Luca Ceccarelli        |
| 82 | Rep. Dominicana (bandiera) | A     | José Espinal           |
| 87 | Italia (bandiera)          | A     | Marco Di Matteo        |
| 88 | Camerun (bandiera)         | C     | Kelvin Matute          |
| 89 | Italia (bandiera)          | C     | Alessio Ambrogietti    |
| 90 | Italia (bandiera)          | D     | Luca Marcellini        |
| 91 | Italia (bandiera)          | P     | Alex Teodorani         |
| 92 | Italia (bandiera)          | P     | Matteo Grandi          |
| 99 | Italia (bandiera)          | C     | Valerio Nicolò Rosseti |

## Risultati

### Serie B

#### Girone di andata
| Arbitro: | N. Stefanini (Prato) |

|  |           |              |
|  | Marcatori | 87’ N. Viola |

| Arbitro: | Tozzi (Ostia Lido) |

|  |           |                                     |
|  | Marcatori | 68’ Giaccherini 73’ (rig.) Do Prado |

| Arbitro: | Candussio (Cervignano del Friuli) |

|            |           |  |
| Djuric 41’ | Marcatori |  |

| Crotone 12 settembre 2009 4ª giornata | Crotone                | 0 – 0 | Cesena | Stadio Ezio Scida\| Arbitro: \| Gallione (Alessandria) \| |
| Arbitro:                              | Gallione (Alessandria) |       |        |                                                           |

| Arbitro: | Nasca (Bari) |

|                                                        |           |            |
| Sinigaglia 3’ De Feudis 31’ Do Prado 61’ Schelotto 78’ | Marcatori | 9’ Testini |

| Arbitro: | Mazzoleni (Bergamo) |

|                     |           |                   |
| Bernacci 84’ (rig.) | Marcatori | 57’ (aut.) Portin |

| Arbitro: | Orsato (Schio) |

|              |           |            |
| Salvetti 19’ | Marcatori | 53’ Bucchi |

| Arbitro: | Pinzani (Empoli) |

|                              |           |  |
| Schelotto 7’, 57’ Matute 76’ | Marcatori |  |

| Vicenza 11 ottobre 2009 9ª giornata | Vicenza                           | 0 – 0 | Cesena | Stadio Romeo Menti\| Arbitro: \| Candussio (Cervignano del Friuli) \| |
| Arbitro:                            | Candussio (Cervignano del Friuli) |       |        |                                                                       |

| Arbitro: | Bergonzi (Genova) |

|                     |           |  |
| Parolo 2’ Volta 43’ | Marcatori |  |

| Arbitro: | Gervasoni (Mantova) |

|                           |           |                              |
| Do Prado 1’ Schelotto 46’ | Marcatori | 9’ Carobbio 50’ D'Alessandro |

| Ancona 31 ottobre 2009 12ª giornata | Ancona           | 0 – 0 | Cesena | Stadio del Conero\| Arbitro: \| Rosetti (Torino) \| |
| Arbitro:                            | Rosetti (Torino) |       |        |                                                     |

| Cesena 7 novembre 2009 13ª giornata | Cesena          | 0 – 0 | AlbinoLeffe | Stadio Dino Manuzzi\| Arbitro: \| Peruzzo (Schio) \| |
| Arbitro:                            | Peruzzo (Schio) |       |             |                                                      |

| Arbitro: | Velotto (Grosseto) |

|  |           |            |
|  | Marcatori | 62’ Bucchi |

| Arbitro: | Rocchi (Firenze) |

|             |           |          |
| Malonga 78’ | Marcatori | 72’ León |

| Arbitro: | Gava (Conegliano) |

|                            |           |  |
| Coralli 41’ Valdifiori 74’ | Marcatori |  |

| Arbitro: | N. Stefanini (Prato) |

|                                               |           |  |
| Giaccherini 30’, 86’ Bucchi 48’ Schelotto 67’ | Marcatori |  |

| Arbitro: | Guida (Torre Annunziata) |

|            |           |  |
| Soncin 82’ | Marcatori |  |

| Arbitro: | De Marco (Chiavari) |

|                                          |           |            |
| Do Prado 45’ (rig.), 47’ Giaccherini 59’ | Marcatori | 79’ Corvia |

| Arbitro: | Damato (Barletta) |

|               |           |  |
| Catellani 16’ | Marcatori |  |

| Arbitro: | Candussio (Cervignano del Friuli) |

|                                     |           |  |
| Do Prado 26’ (rig.) Parolo 60’, 75’ | Marcatori |  |

#### Girone di Ritorno
| Arbitro: | Rocchi (Firenze) |

|             |           |                                      |
| Lanzaro 10’ | Marcatori | 46’ Parolo 68’ Do Prado 90+4’ Bucchi |

| Cesena 23 gennaio 2010 23ª giornata | Cesena        | 0 – 0 | Gallipoli | Stadio Dino Manuzzi\| Arbitro: \| Doveri (Roma) \| |
| Arbitro:                            | Doveri (Roma) |       |           |                                                    |

| Arbitro: | Nasca (Bari) |

|           |           |             |
| Iunco 76’ | Marcatori | 5’ G. Greco |

| Arbitro: | Giancola (Vasto) |

|  |           |                           |
|  | Marcatori | 90+2’ Morleo 90+5’ Degano |

| Trieste 20 febbraio 2010 26ª giornata | Triestina     | 0 – 0 | Cesena | Stadio Nereo Rocco\| Arbitro: \| Ciampi (Roma) \| |
| Arbitro:                              | Ciampi (Roma) |       |        |                                                   |

| Arbitro: | De Marco (Chiavari) |

|              |           |  |
| G. Greco 43’ | Marcatori |  |

| Arbitro: | Valeri (Roma) |

|  |           |              |
|  | Marcatori | 75’ Donazzan |

| Salerno 13 marzo 2010 29ª giornata | Salernitana    | 0 – 0 | Cesena | Stadio Arechi\| Arbitro: \| Orsato (Schio) \| |
| Arbitro:                           | Orsato (Schio) |       |        |                                               |

| Arbitro: | Baracani (Firenze) |

|                             |           |          |
| Malonga 14’, 26’ Djuric 73’ | Marcatori | 6’ Gatti |

| Arbitro: | Banti (Livorno) |

|  |           |              |
|  | Marcatori | 60’ G. Greco |

| Arbitro: | Mazzoleni (Bergamo) |

|                    |           |                     |
| Pinilla 43’ (rig.) | Marcatori | 48’ (rig.) Do Prado |

| Arbitro: | Pierpaoli (Firenze) |

|  |           |                                       |
|  | Marcatori | 3’ Miramontes 90’ (rig.) Mastronunzio |

| Arbitro: | Doveri (Roma) |

|           |           |                                    |
| Laner 81’ | Marcatori | 18’ Giaccherini 59’ (rig.) Malonga |

| Arbitro: | Trefoloni (Siena) |

|                                                 |           |           |
| G. Colucci 14’ Handanovic 32’ (aut.) Djuric 89’ | Marcatori | 87’ Nassi |

| Arbitro: | Valeri (Roma) |

|             |           |                |
| Ogbonna 47’ | Marcatori | 76’ Ceccarelli |

| Arbitro: | Tommasi (Bassano del Grappa) |

|                             |           |                                        |
| G. Colucci 2’ Schelotto 47’ | Marcatori | 42’ Coralli 67’ Musacci 75’ De Giorgio |

| Arbitro: | Morganti (Ascoli Piceno) |

|  |           |                             |
|  | Marcatori | 34’ Giaccherini 88’ Malonga |

| Arbitro: | Mazzoleni (Bergamo) |

|                      |           |  |
| Giaccherini 26’, 54’ | Marcatori |  |

| Arbitro: | Bergonzi (Genova) |

|           |           |                  |
| Munari 8’ | Marcatori | 80’, 83’ Malonga |

| Arbitro: | Orsato (Schio) |

|                          |           |               |
| Do Prado 45’ Malonga 51’ | Marcatori | 62’ Catellani |

| Arbitro: | Banti (Livorno) |

|  |           |            |
|  | Marcatori | 48’ Parolo |

### Coppa Italia
| Arbitro: | Rocchi (Firenze) |

|                                                  |                      |                                       |
| Giaccherini 45+2’ (rig.) Djuric 90+5’            | Marcatori            | 17’ Tozzi Borsoi 44’ Noviello         |
| Cusaro Castiglia De Feudis Giaccherini Schelotto | Tiri di rigore 5 – 4 | Noviello Perna Di Deo Danucci Bertoli |

| Arbitro: | Tommasi (Bassano del Grappa) |

|  |           |                 |
|  | Marcatori | 80’ Acquafresca |

## Statistiche

### Statistiche di squadra
| Competizione | Punti | In casa | In casa | In casa | In casa | In casa | In casa | In trasferta | In trasferta | In trasferta | In trasferta | In trasferta | In trasferta | Totale | Totale | Totale | Totale | Totale | Totale | DR  |
| Competizione | Punti | G       | V       | N       | P       | Gf      | Gs      | G            | V            | N            | P            | Gf           | Gs           | G      | V      | N      | P      | Gf     | Gs     | DR  |
| ------------ | ----- | ------- | ------- | ------- | ------- | ------- | ------- | ------------ | ------------ | ------------ | ------------ | ------------ | ------------ | ------ | ------ | ------ | ------ | ------ | ------ | --- |
| Serie B      | 74    | 17      |         |         |         |         |         | 17           |              |              |              |              |              | 42     | 20     | 14     | 8      | 55     | 29     | +26 |
| Totale       | -     | 17      |         |         |         |         |         | 17           |              |              |              |              |              | 42     | 20     | 14     | 8      | 55     | 29     | +26 |